# Lemmings
Lemmings – seria komputerowych gier logiczno-zręcznościowych. Pierwsza część gry została stworzona przez firmę DMA Design na platformę Amiga, a opublikowana przez Psygnosis w 1991 roku.
Bohaterami gry są tytułowe lemingi: małe antropomorficzne gryzonie kremowej maści ubrane we fioletowe tuniki, o dużym nosie i zielonych włosach. Rozgrywka nawiązuje do ich zachowań migracyjnych, w czasie których zdawać by się mogło, że zwierzęta popełniają zbiorowe samobójstwo.

## Rozgrywka
Zadaniem gracza jest bezpieczne przeprowadzenie przez dany poziom pewnej wymaganej dla niego liczby lemingów. Lemingi pojawiają się na poziomie w równych odstępach czasu przy wejściu (zwykle u góry poziomu), po czym pozostawione bez nadzoru kontynuują bezmyślny przemarsz w ustalonym kierunku, zaś gracz ma tak pokierować grupą, by większość dotarła do wyjścia (zazwyczaj na dole poziomu). Gracz może wpłynąć ruch i zachowanie pojedynczych lemingów poprzez przydzielanie im ról bądź zadań, np. kopanie w ziemi, budowanie schodów, kierowanie w przeciwną stronę (zawracanie). W ten sposób tworzy się wolną od niebezpieczeństw (dołów, przepaści, wody itp.) drogę.

## Gry z serii Lemmings

### Lemmings
Pierwsza gra z serii. Oferowała ona 125 plansz i 4 poziomy trudności. W grze nie było opcji zapisania gry, dlatego każda plansza oznaczona była kodem, aby można było zacząć grę właśnie od niej.

### Oh, no! More Lemmings
Dla użytkowników komputerów Amiga był to dodatek do gry, ale Psygnosis zdecydowało się ją wydać jako osobną publikację i w takiej formie dotarła ona do innych platform.

### Holiday Lemmings 1991/2/3/4
Nowe plansze, w tych grach lemingi mają świąteczny strój

### Lemmings 2: The Tribes
Druga gra z serii. W stosunku do poprzedniej części jest ona znacznie rozbudowana, dodano nowe umiejętności (ponad 60) lemingów a także możliwość zapisu stanu gry. Dodano również fabułę – lemingi muszą znaleźć 12 części potężnego talizmanu, by móc uruchomić arkę, która uratuje stworzonka od zagłady. Zadanie jest to samo co w poprzedniej części – doprowadzić lemingi do celu.

### Lemmings 3D
Trójwymiarowe Lemingi, nie zdobyły jednak dużej popularności.

### Lemmings Paintball
W tej grze sterujemy pojedynczymi lemingami strzelając do innych kulkami z farbą. Sekwencje filmowe gry (intro, outro oraz scenki wtrącane) zostały zrobione techniką animacji poklatkowej – postacie lemingów zrobione są z plasteliny.

### Lemmingi Rewolucja
Gra, w której poziomy skonstruowano na planie walca.

### Lemmings for PSP
Wersja na konsolę przenośną Sony PSP zawiera wszystkie plansze z pierwotnej części gry z poprawioną grafiką i trójwymiarowymi tłami.
Dodatkowo wersja ta zawiera 36 specjalnych plansz tylko dla PSP oraz możliwość tworzenia własnych oraz pobierania innych z internetu.

## Reedycje
- W 1995 roku zostało wydane Lemmings na Windows (producent: Visual Sciences), która miała poprawione wygląd i animację lemingów (wyższa rozdzielczość).
- W 2006 została wydana całkowicie odnowiona wersja na PSP.

## Muzyka
Utwory zastosowane w grach serii Lemmings zostały stworzone przez Tima Wrighta i są to w większości adaptacje utworów klasycznych lub folkowych (zrobiono tak, by ominąć prawa autorskie), skomponowane na komputerze Amiga 500. Wśród tych utworów można odnaleźć m.in. Marsz turecki (Rondo Alla Turca) Mozarta, Marsz żałobny Chopina czy fragmenty Jeziora łabędziego Piotra Czajkowskiego.